# Puchar Karpat kobiet w skokach narciarskich 2014/2015
Puchar Karpat kobiet w skokach narciarskich sezon 2014/2015 – drugi w historii sezon cyklu Pucharu Karpat w skokach narciarskich kobiet. Rozpoczął się 18 września 2014 roku w Szczyrku, a zakończył 26 września 2014 roku w Râșnovie. Indywidualnie klasyfikację generalną zwyciężyła Carina Militaru, a drużynowo reprezentacja Rumunii.
W pierwszych zawodach sezonu 2014/2015, rozegranych 18 września 2014 w Szczyrku zwyciężyła Polka Kinga Rajda, która wyprzedziła Rumunkę Carinę Militaru i drugą z Polek – Joannę Szwab. W rozegranym dzień później w tym samym miejscu drugim konkursie wygrała Carina Militaru. Drugą pozycję zajęła jej rodaczka Bianca Ștefănuță, a trzecią Kinga Rajda.
Drugą arenę zmagań skoczkiń w ramach Pucharu Karpat w sezonie 2014/2015 był rumuński Râșnov. Podczas pierwszego rozegranego w tej miejscowości wszystkie miejsca na podium zajęły reprezentantki gospodarzy – zwyciężyła Carina Militaru przed Danielą Haralambie i Dianą Trâmbițaș. Drugiego dnia ponownie wszystkie miejsca na podium zajęły Rumunki – wygrała Haralambie przed Militaru, a trzecia była Bianca Ștefănuță. W obu konkursach w Rumunii startowała także reprezentantka Japonii, jednak zgodnie z regulaminem nie była klasyfikowana i startowała poza konkurencją.
Początkowo w sezonie 2014/2015 planowano również rozegrać zimowe konkursy Pucharu Karpat – 21 i 22 stycznia 2015 roku zawodniczki miały rywalizować w Râșnovie, jednak ostatecznie zdecydowano, że sezon zostanie zakończony 26 września 2014 roku konkursami letnimi w tej samej miejscowości, a powodem takiej decyzji była duża liczba konkursów organizowanych skoków narciarskich organizowanych w okresie zimowym.
W klasyfikacji generalnej Pucharu Karpat w sezonie 2014/2015 indywidualnie zwyciężyła Carina Militaru, która zdobyła 360 punktów. Druga była Kinga Rajda (236 pkt.), a trzecia Bianca Ștefănuță (235 pkt.). W rywalizacji drużynowej najwięcej punktów zdobyła Rumunia (1138 pkt.), która wyprzedziła Polskę (980 pkt.) i Kazachstan (90 pkt.).

## Kalendarz i wyniki
| Lp | Data             | Miejscowość | Skocznia                    | Punkt K | HS    | Uwagi | 1. miejsce         | 2. miejsce         | 3. miejsce       | Źródło |
| -- | ---------------- | ----------- | --------------------------- | ------- | ----- | ----- | ------------------ | ------------------ | ---------------- | ------ |
| 1. | 18 września 2014 | Szczyrk     | Skalite                     | K70     | HS-77 | –     | Kinga Rajda        | Carina Militaru    | Joanna Szwab     | [ 7 ]  |
| 2. | 19 września 2014 | Szczyrk     | Skalite                     | K70     | HS-77 | –     | Carina Militaru    | Bianca Ștefănuță   | Kinga Rajda      | [ 2 ]  |
| 3. | 25 września 2014 | Râșnov      | Trambulina Valea Cărbunării | K64     | HS-71 | –     | Carina Militaru    | Daniela Haralambie | Diana Trâmbițaș  | [ 3 ]  |
| 4. | 26 września 2014 | Râșnov      | Trambulina Valea Cărbunării | K64     | HS-71 | –     | Daniela Haralambie | Carina Militaru    | Bianca Ștefănuță | [ 4 ]  |

## Statystyki indywidualne
| Zawodniczka           | Szczyrk 18.09 | Szczyrk 19.09 | Râșnov 25.09 | Râșnov 26.09 |            |            |            |            |            |            |            |            |            |            |            |            |            |            |            |            |            |            |            |            |            |            |            |            |
| Kazachstan            | Kazachstan    | Kazachstan    | Kazachstan   | Kazachstan   | Kazachstan | Kazachstan | Kazachstan | Kazachstan | Kazachstan | Kazachstan | Kazachstan | Kazachstan | Kazachstan | Kazachstan | Kazachstan | Kazachstan | Kazachstan | Kazachstan | Kazachstan | Kazachstan | Kazachstan | Kazachstan | Kazachstan | Kazachstan | Kazachstan | Kazachstan | Kazachstan | Kazachstan |
| --------------------- | ------------- | ------------- | ------------ | ------------ | ---------- | ---------- | ---------- | ---------- | ---------- | ---------- | ---------- | ---------- | ---------- | ---------- | ---------- | ---------- | ---------- | ---------- | ---------- | ---------- | ---------- | ---------- | ---------- | ---------- | ---------- | ---------- | ---------- | ---------- |
| Walentina Sdierżykowa | –             | –             | 6            | 4            |            |            |            |            |            |            |            |            |            |            |            |            |            |            |            |            |            |            |            |            |            |            |            |            |
| Polska                |               |               |              |              |            |            |            |            |            |            |            |            |            |            |            |            |            |            |            |            |            |            |            |            |            |            |            |            |
| Paulina Cieślar       | 14            | 14            | –            | –            |            |            |            |            |            |            |            |            |            |            |            |            |            |            |            |            |            |            |            |            |            |            |            |            |
| Marcelina Herzyk      | 10            | 9             | –            | –            |            |            |            |            |            |            |            |            |            |            |            |            |            |            |            |            |            |            |            |            |            |            |            |            |
| Kamila Karpiel        | 6             | 5             | 8            | 9            |            |            |            |            |            |            |            |            |            |            |            |            |            |            |            |            |            |            |            |            |            |            |            |            |
| Joanna Kil            | 8             | 8             | 9            | 8            |            |            |            |            |            |            |            |            |            |            |            |            |            |            |            |            |            |            |            |            |            |            |            |            |
| Katarzyna Pałasz      | 13            | 12            | –            | –            |            |            |            |            |            |            |            |            |            |            |            |            |            |            |            |            |            |            |            |            |            |            |            |            |
| Kinga Rajda           | 1             | 3             | 7            | 6            |            |            |            |            |            |            |            |            |            |            |            |            |            |            |            |            |            |            |            |            |            |            |            |            |
| Joanna Szwab          | 3             | 4             | –            | –            |            |            |            |            |            |            |            |            |            |            |            |            |            |            |            |            |            |            |            |            |            |            |            |            |
| Anna Twardosz         | 5             | 6             | 4            | 5            |            |            |            |            |            |            |            |            |            |            |            |            |            |            |            |            |            |            |            |            |            |            |            |            |
| Dominika Zawada       | 11            | 10            | –            | –            |            |            |            |            |            |            |            |            |            |            |            |            |            |            |            |            |            |            |            |            |            |            |            |            |
| Rumunia               |               |               |              |              |            |            |            |            |            |            |            |            |            |            |            |            |            |            |            |            |            |            |            |            |            |            |            |            |
| Daniela Haralambie    | –             | –             | 2            | 1            |            |            |            |            |            |            |            |            |            |            |            |            |            |            |            |            |            |            |            |            |            |            |            |            |
| Carina Militaru       | 2             | 1             | 1            | 2            |            |            |            |            |            |            |            |            |            |            |            |            |            |            |            |            |            |            |            |            |            |            |            |            |
| Andreea Sipos         | 9             | 11            | 10           | 11           |            |            |            |            |            |            |            |            |            |            |            |            |            |            |            |            |            |            |            |            |            |            |            |            |
| Iulia Ștefan          | 12            | 13            | 11           | 10           |            |            |            |            |            |            |            |            |            |            |            |            |            |            |            |            |            |            |            |            |            |            |            |            |
| Bianca Ștefănuță      | 4             | 2             | 5            | 3            |            |            |            |            |            |            |            |            |            |            |            |            |            |            |            |            |            |            |            |            |            |            |            |            |
| Diana Trâmbițaș       | 7             | 7             | 3            | 7            |            |            |            |            |            |            |            |            |            |            |            |            |            |            |            |            |            |            |            |            |            |            |            |            |
| Ukraina               |               |               |              |              |            |            |            |            |            |            |            |            |            |            |            |            |            |            |            |            |            |            |            |            |            |            |            |            |
| Chrystyna Droniak     | –             | –             | dns          | 12           |            |            |            |            |            |            |            |            |            |            |            |            |            |            |            |            |            |            |            |            |            |            |            |            |
| 1-3 4-30 poniżej 30   |               |               |              |              |            |            |            |            |            |            |            |            |            |            |            |            |            |            |            |            |            |            |            |            |            |            |            |            |